# María José Llergo
María José Llergo (Pozoblanco, Província de Còrdova, 1994) és una cantaora andalusa. Va estrenar la seua carrera musical amb l'exitós videoclip Niña de las dunas.
La formació musical li ve del seu iaio, un cantaor autodidacta, qui li ensenyà a cantar al camp. Va estudiar més avant jazz i clàssica. Va cantar una de les cançons de l'àlbum Moonchies, un àlbum publicat el 2019 que recopila cantants de l'escena urbana.